# Groningois
 (mars 2019).
Si vous disposez d'ouvrages ou d'articles de référence ou si vous connaissez des sites web de qualité traitant du thème abordé ici, merci de compléter l'article en donnant les références utiles à sa vérifiabilité et en les liant à la section « Notes et références ».
Le groningois (en groninguois : Grönnegs, en néerlandais : Gronings) est le nom d'un groupe de dialectes bas-allemands parlés dans la province de Groningue aux Pays-Bas, et également dans le nord-est de province de Drenthe, dans l'est de la Frise (commune de Kollumerland en Nieuwkruisland). Le groningois forme un continuum avec le bas saxon de Frise orientale parlé en Frise orientale (Basse-Saxe).[réf. nécessaire]

## Histoire
Le groningois s'est différencié lorsque la ville de Groningue a gagné de plus en plus d'influence sur le pays au cours du XVe siècle. Les terres soumises, les Ommelanden, étaient de langue frisonne, alors que la ville de Groningue parlait un dialecte bas-allemand. Quand la ville de Groningue s'allia avec les Ommelanden en 1594 pour devenir la province de Stad en Lande, la langue frisonne des Ommelanden fut progressivement abandonnée et remplacée par le dialecte du bas-allemand parlé à Groningue. Le même processus se répéta deux cents ans plus tard dans les environs de Kollum dans la partie orientale de la Frise. De cette histoire réside un fort substrat frison occidental, qui a laissé des influences dans le vocabulaire et la grammaire actuels du groningois.

## Dialectes
Il y a huit dialectes groningois :
- Kollumerpompsters (nl), dans le village frison de Kollumerpomp
- Westerkwartiers (nl), dans l'ouest de la province de Groningue (Westerkwartier) et la commune de Kollumerland en Nieuwkruisland
- Hogelandsters (nl), dans le nord de la province de Groningue (Hoogeland)
- Stadsgronings (nl), dans la ville de Groningue et à Haren
- Noordenvelds (nl) ou Drents septentrional (Noord-Drents), dans le nord de la province de Drenthe
- Veenkoloniaals (nl), dans le sud-ouest de la province de Groningue et le nord-est de la province de Drenthe
- Westerwolds (nl), dans les villages de Sellingen, Onstwedde, Vlagtwedde, Wedde et Ter Apel
- Oldambtsters (nl), dans l'est de la région de Fivelingo en dans la région d'Oldambt ; ce parler est très similaire au dialecte de Reiderland, qui appartient déjà au groupe du frison oriental.